# Skull Fist
A Skull Fist egy kanadai zenekar, a "Tradicionális Heavy Metal Új Hullámának" egyik fő képviselője.

## Történet

### Megalakulás,Heavier Than Metal&Head of the Pack2006-2010
A zenekart 2006-ban alapította Zach Slaughter, aki azóta is a zenekar énekese és gitárosa is. A zenekar 2006-ban megjelentetett egy 2 számos demót, mely a "No False Metal" címet viselte. 2010-ben jött ki a "Heavier than Metal" E.P., mely igen pozitív fogadtatásban részesült metal körökben, így nem sokkal később le is szerződtette őket a Noise Art Records. Az E.P. megjelenését követően a csapat turnézott Kanadában, Európában, valamint fellépett a Metal Assault és a Up the Hammers fesztiválon. Mindeközben Zach megtalálta stabil zenésztársait, Casey Guest (basszusgitár) és Jonny Nesta (gitár) személyében.
2011. augusztus 26-án jelent meg az első lemezük, a "Head öf the Pack". A lemezt megjelenése után újabb kanadai turnéra mentek a Sabaton és a Grave Digger társaságában. Mivel a lemez remek fogadtatásban részesült újabb európai turné következett a Grand Magus, Bullet, Steel Wing és Vanderbuyst társaságában. 2012-ben az utazó Metal Fest 2012 keretein belül olyan zenekarokkal, mint a Megadeth, W.A.S.P. (együttes) és Uriah Heep játszhattak együtt. Ezt egy japán, majd egy újabb kanadai és egy brazil turné követte.
A következő album 2013-as kiadását elhalasztották, először anyagi okok miatt, később pedig Zach Slaughter egy gördeszkás balesete során eltörte a nyakát.

### Chasing The Dream2014 - napjainkig
Zach szerencsére teljesen felépült nyaktöréséből, így a zenekar folytatni tudta. 2014. január 10-én végül megjelent a várva várt második album. A zenekar a lemez megjelenését követően a 2014-es év során mintegy 30 koncertet adott Európában (14 országban), 9 koncertet mexikóban, mindeközben pedig számos fesztiválon felléptek. 2015 elején pedig egy 20 állomásos USA turnéba kezdtek, majd újra Európa felé vették az irányt.
Zach Slaughter 2016. június 30-án egy facebook posztban bejelentette, hogy kilép a zenekarból. Pár hónap szünetet követően, 2015. október 2-án Zach visszatért. Visszatérését azzal indokolta, hogy rájött, nem akar leállni, és a többieknek igaza volt, csak egy kis pihenésre volt szüksége. A zenekar újraindulása után pár héttel bejelentették, hogy megkezdték a harmadik nagylemez munkálatait.

## Tagok
Jelenlegi tagok
- Zach Slaughter – Gitár & Ének (2006 – 2015, 2015 - jelenleg is)
- Casey Slade – Basszusgitár (2011 – jelenleg is)
- Jonny Nesta – Gitár (2011 – jelenleg is)
- JJ Tartaglia – Dob (2014 – jelenleg is)

Korábbi tagok
- Sir Shred – Gitár (2006, 2010–2011)
- Caleb Beal – Gitár (2010)
- Alison Thunderland – Dob (2009–2011)
- Jake Purchase – Dob (2011–2012)
- Chris Steve – Dob (2013–2014)

## Diszkográfia
- No False Metal (demo) (2006)
- Heavier Than Metal E.P. (2010)
- Head of the Pack (2011)
- Chasing The Dream (2014)